# Conversazioni private
Conversazioni private (titolo originale: Enskilda samtal; titoli inglesi: Private Confessions  e Private Conversations) è un film diretto da Liv Ullmann, attrice, e sceneggiatrice norvegese; qui alla sua terza regia. La sceneggiatura è di Ingmar Bergman.
Il film è derivato dalla versione televisiva rispetto alla quale è stato ridotto e può considerarsi la continuazione di Con le migliori intenzioni. Con lo stesso titolo (e sullo stesso argomento) Bergman ha anche pubblicato un libro.
È stato presentato nella sezione Un Certain Regard al 50º Festival di Cannes.

## Trama
Il film è diviso in cinque parti (nella versione per l'Italia è stata tolta la terza). Narra le vicende di un decennio (a partire dal 1924) dei genitori di Bergman (la madre Karin nel film si chiama Anna, il padre Erik, Henrik).
La protagonista è Anna che, all'età di 36 anni, tradisce il marito con Tomas, un giovane studente di teologia. Racconta al pastore Jacob di questa sua relazione e della freddezza dei rapporti con il marito. Jacob le consiglia di mettere in pace la sua coscienza, interrompendo la relazione con Tomas, chiarendo la situazione con il marito  raccontandogli la verità. Ne segue una drammatica conversazione della coppia.

## Riconoscimenti
- Chicago International Film Festival 1997: migliore attrice (Pernilla August)
- Valladolid International Film Festival 1997: migliore attrice (Pernilla August), Premio Fipresci